# Nästeln
Nästeln är en liten by i Rätans distrikt (Rätans socken) i Bergs kommun, Jämtlands län (Jämtland). Byn ligger på östra sidan om Nästelsjön, mitt emellan Åsarna och Rätansbyn. 
I Nästeln bor det endast några få invånare. Nästeln har genom tiderna avfolkats, men ända in på 2000-talet fanns det en lanthandel där byborna kunde införskaffa livsmedel. Nästeln är fortfarande ett populärt sommarställe, och det finns en del sportstugor som används sommartid. Nästeln har en fin badstrand. Nästelströmmen är en del av Ljungan som är en populär plats för sportfiskare. Harrbeståndet i strömmen är grovt med tanke på dess storlek. Den största harren som landats sägs ligga på 1,5 kilo. Öringrekordet i strömmen tros ligga på cirka 7 kilo. I sjön har det tagits gäddor på upp till 10 kilo, mestadels fångade av lokalbefolkningen. Bostäderna i byn benämns via gamla släktnamn, såsom "Kalles" "Hallmanns" "Antes" och "Harrys".